# 姜尚中
姜 尚中（カン サンジュン、朝鮮語：강 상중、英語：Kang Sang-jung, 1950年〈昭和25年〉8月12日 - ）は、在日韓国人の政治学者、思想家、エッセイスト。東京大学名誉教授・熊本県立劇場館長兼理事長。長崎県の学校法人鎮西学院学院長・理事。鎮西学院大学の初代学長。
専門は政治学・政治思想史。特にアジア地域主義論・日本の帝国主義を対象としたポストコロニアル理論研究。所属事務所は三桂。
熊本県熊本市出身。
在日韓国人二世。通名は永野 鉄男（ながの てつお）。姜尚中の日本式の音読みは「キョウ ショウチュウ」。
メディアで論客として活躍。日本の偏狭なナショナリズムを否定し、韓国・朝鮮に対する歴史的な偏見を指摘する。著書に『愛国の作法』(2006年)、『悩む力』(2008年)、『悪の力』(2015年)など。

## 来歴
1950年（昭和25年）に、熊本県熊本市春日町で在日韓国人二世として生まれる。父は、1916年（大正5年）に当時大日本帝国が統治していた朝鮮南部の慶尚南道昌原郡南山里（現・昌原市義昌区）の小作人の長男として生まれ、1931年（昭和6年）に仕事を求めて自らの意思で日本本土へ渡った。母も1923年（大正12年）に日本統治時代の朝鮮で生まれ、1941年（昭和16年）に釜山近くの鎮海（現・昌原市鎮海区）から許嫁の父を訪ねるべく関釜連絡船で渡日した。母親は母国語を含め文盲だった。両親は親戚を頼って各地を転々としたのち、日本の大学で法学を学び憲兵となった父方叔父が暮らす熊本に落ち着いた。叔父は日本の敗戦後帰国して軍人となり、その後ソウルで法律事務所を開いて成功した。両親は熊本市内の朝鮮部落で養豚や闇酒造りなどに従事したのち、1956年頃に土地を買って転居し、廃品回収業「永野商店」を開いた。
熊本県立済々黌高等学校を卒業。高校時代は野球部に所属、また吃音を発症する。当初、日本名「永野鉄男（ながのてつお）」を名乗っていたが、早稲田大学在学中に韓国文化研究会に参加し、1972年（昭和47年）の訪韓以来、韓国名を使用する。2011年（平成23年）に開催された句会の席上、姜は自らの生い立ちについて「生まれは熊本で本名は永野鉄男です。でも今から三十八年前、二十二歳のときに、思うところがあって姜尚中を名乗りました」 と語っている。
1974年（昭和49年）早稲田大学政治経済学部卒業後、1979年（昭和54年）早稲田大学大学院政治学研究科博士課程修了。指導教官藤原保信の助言により西ドイツ・エアランゲン大学文学部研究生として留学（1979年（昭和54年） - 1981年（昭和56年））。帰国後、ソウル大学に留学経験を持つ日本女性と結婚して埼玉県上尾市に暮らし、一男一女を得る。明治学院大学講師などで一家を支える。
1985年に埼玉県における指紋押捺拒否表明第一号となり（翌年押捺）、その後、支援者であった地元牧師の尽力で国際基督教大学助教授（のち准教授）の職を得る。
1991年（平成3年）1月、テレビ朝日の「朝まで生テレビ!　異議あり！湾岸戦争ソ連そして日本」に出演し、マスメディアへの露出が始まる。
1995年（平成7年）、青丘文化奨励賞受賞。
1998年（平成10年）東京大学社会情報研究所助教授、2004年（平成16年）東京大学大学院情報学環・学際情報学府教授（所属：社会情報研究所 情報行動部門）就任。
2006年（平成18年）自殺対策基本法制定を求める署名活動の賛同者代表を務める。
2008年（平成20年）に開設したインターナショナル・スクール、コリア国際学園の理事長に就任する予定だったが、東大の兼業規程に違反するとの指摘があり、辞退している。
2010年（平成20年）東京大学大学院情報学環教授 兼 現代韓国研究センター長就任。
2013年（平成25年）3月末、東京大学の定年を3年残し退職。同年4月より次期学長含みで聖学院大学に移籍して、全学教授に就任、同年7月22日の理事会で正式に第6代学長に選出された（任期5年）。同年1月には、長男の自死をきっかけに執筆した小説『心』を刊行し、同5月、NHK総合テレビ（首都圏局）の「我が息子へ～姜尚中“死”と向き合った4年～」に出演。同年6月に東京大学より名誉教授の称号を得る。
2014年（平成26年）4月より聖学院大学長兼総合研究所長 兼政治経済学科教授に就任。しかし任期途中の2015年3月31日付けで聖学院大学学長を辞任した。辞任理由については「諸般の事情」としている。
近年は『朝まで生テレビ!』（テレビ朝日）をはじめ、多くの討論番組やトーク番組に頻繁に出演している。『朝まで…』における論敵は親米保守の村田晃嗣であり、主に外交問題で対立している。
2016年（平成28年）1月から熊本県立劇場館長兼理事長を担当している。
2018年（平成30年）4月から長崎県にある、学校法人鎮西学院学院長・理事に就任している。
2021年（令和3年）4月から学校法人鎮西学院鎮西学院大学の初代学長に就任。

## 学歴
- 早稲田大学政治経済学部卒業
- 早稲田大学大学院政治学研究科博士課程修了
- エアランゲン大学留学

## 思想・主張
在日韓国人という立場を、エドワード・サイードの言う「周辺者」あるいは「亡命者」とみなし、日本と韓国という二つの祖国を持つ独自の存在とし、日本社会が歴史的に捉えてきた朝鮮史観、およびそこにあるいわゆる「偏見」に対して批判を加えている。ここでは、日本の戦前の朝鮮史観の始まりは、山縣有朋の「主権線・利益線」にまで遡ると主張。日本の近代化としての理想像が西欧社会であるならば、その反転としての未開地域、停滞地域として朝鮮半島・東北アジアが「発見」されたと主張している。また、戦後の日本の対朝鮮史観については、丸山眞男のいう「悔恨の共同体」を経て、経済復興、高度経済成長を背景に「日本特殊論」などが登場してくる中で、西欧との同一化と差異化のプロセスとして、再び戦前と同様の対朝鮮・東北アジア史観が「再発見」されたと主張している。
ナショナリズム批判についての著作も多い。ただし、現在の世界システムを自由主義経済による支配システムとして考えた場合、その中枢にいる一握りの経済大国と周辺に追いやられた諸国との経済格差はますます大きくなっているとし、有無を言わさず周辺化される力学に反抗する手段としての、いわばイマニュエル・ウォーラーステインのいう「反システム運動」として発現するナショナリズムに対しては一定の理解を示している。また、サミュエル・P・ハンティントンが主張した「文明の衝突」に対しても、世界システムにおける中枢国と周辺国の格差を無視したオリエンタリズム的観点であると批判している。
「マガジン9」発起人を務めている。

## 政治活動
2016年夏季オリンピックの立候補都市を巡る誘致では、韓国・釜山の共同開催を期待して福岡市の応援活動を行った。

## 政治評論

### 日韓・日朝関係
- 日韓両国が新しい時代に対応するために東アジア共同体を構成する必要があると考えている。東アジア共同体の中心はソウルに置くべきだと主張している[24]。
- 日米関係ではなく日韓関係を外交の基軸とするべきだと主張している[25]。
- 現在、日本は韓国に追い抜かれるかもしれないという危機感が高まっていると主張し、この現象を「キム・ヨナ症候群」と呼んでいる[26]。
- 2012年（平成24年）8月にソウルで開かれた金大中逝去3周忌祈念式典の講演会で、任期末の李明博の竹島訪問と天皇に対する謝罪要求に対する日本の反発について、「特に日王に対する発言が最も大きかった。独島問題だけでは事態はこれほど大きくならなかっただろう」、「李大統領の独島訪問と日王に対する謝罪要求は、韓国に友好的だった日本国内の左派勢力の反発まで招いている」と語っている[27]。なお、「日王」の呼称は、韓国内における小中華思想の観点から、歴代中華王朝に対する日本の自立性を認めずに、韓国と同様に歴代中華王朝の属国であったとする観点から使用されるものであり、「天皇」が持つ漢語の意味を意図的に格下げさせる呼称である[28]。

#### 竹島問題
- 2010年（平成22年）1月2日、韓国『MBC』の取材を受けて、竹島問題に関して「独島は韓国が実効支配してるじゃないか。だから日本は戦争をしない限り、独島を実効支配することは不可能です。日本が竹島だと主張しても、放っておいてかまいません。私達が我々の領土を実効支配しているからね」と述べている[24]。
- 2010年（平成22年）3月10日、韓国『中央日報』の取材を受けて、「日本から独島問題をめぐる妄言が出てきても、韓国は実効的支配をしているため感情的に対応する必要はない」と述べている[29]。

#### 北朝鮮による日本人拉致問題
- 2006年（平成18年）11月25日の世界海外韓人貿易協会での講演にて、「北朝鮮核問題や拉致問題を取り上げて北朝鮮を批判する日本の世論を変えねばならない。在日同胞たちが過去に日本に連れて来られたことに対しては何も言わず、冷戦時代の拉致ばかり話すというのは矛盾したことだ。私は横に横田夫妻（横田滋、横田早紀江）がいても、これを言うことができる」と、日本社会の対北朝鮮世論を批判した[30]。
- 2007年（平成19年）10月1日、ソウル大学での統一政策フォーラムにて、北朝鮮による日本人拉致問題に関して、「日本が拉致問題を理由に北朝鮮を支援しない態度でいれば、国際社会から孤立してしまうので経済支援をするべきである」と主張した[31]。

#### 朝鮮半島の永世中立化構想
- 2017年北朝鮮危機以降の軍事衝突の危機を受けて、朝鮮半島の永世中立を主張しており、朝鮮半島が永世中立化すると、中国の勢力圏に南北朝鮮が併呑されるという指摘については、アジアで4番目の経済力かつG20の一国である韓国を過小評価すべきではないとし、「そうした見方の背景にあるのは、韓国は日米の支援なしには存続しえないという、戦前以来の事大主義的な他律性史観」（他律性史観とは、朝鮮の歴史は箕子朝鮮、衛氏朝鮮、漢四郡から始まる有史以来、常に中国によって他律的に動かされ、有史以来常に中国の属国であり続けたという歴史認識）と批判しており、朝鮮半島非核化宣言の趣旨を生かし、休戦協定の平和協定への転換、暫定的な在韓米軍の残留と将来の在韓米軍撤退、北朝鮮の完全な非核化と中立維持に必要なだけの常設的武装力の維持などの周辺大国に対する非同盟中立政策を堅持すれば、「日米中ロの周辺四大国がひしめき合う朝鮮半島の地政学的な条件を考えれば、永世中立化構想は、単なる画餅に終わる幻想ではない」「周辺大国に対する非同盟中立政策を堅持できれば、朝鮮半島は紛争から平和の回廊になりうる」と主張している[32]。

#### 日本の嫌韓感情
- 日本社会の嫌韓の台頭とそれに基づく北朝鮮バッシングと北朝鮮制裁外交を批判しており、第一次世界大戦後のドイツでは、ユダヤ人が敵国と密通していたから戦争に負けたというデマが拡散し、それが反ユダヤ主義とナチス・ドイツの台頭を招いた歴史があるが、今の日本社会もそのようになっているのではないかとして、北朝鮮に対する「ここ数年の、朝鮮征伐とでも言うべき日本国内の雰囲気を憂える」と述べている[33][34]。また、2016年東京都知事選挙で「元在日特権を許さない市民の会会長」の桜井誠が10万票超の得票を得たことを憂慮している[35]。一方、小針進、鄭大均、アントニー・ベスト（ロンドン・スクール・オブ・エコノミクス）はディアスポラ知識人である姜が自らのアイデンティティを確認するために行ってきたルサンチマン・レイシズムに基づく激しい日本批判が日本の右派の警戒心や防御心を駆り立て、彼らの嫌韓を煽り、それに基づく北朝鮮バッシングと北朝鮮制裁外交を招いていると述べている[36][37][38]。

### 日本の政治と政治家評
- 2007年（平成19年）に、日本の政治家に関する発言としては、「田中真紀子さんに日本の首相になってほしい」[39] と発言している。また、吉田茂、岸信介、池田勇人、佐藤栄作、田中角栄を指して、日本のリーダーは米国におむつを履かされた存在に過ぎないが、金大中はおむつを履いた似非リーダーたちと戦った真のリーダーであり、日本人は金大中を見習いなさいと主張している[40]。

### 昭和天皇評
著書『在日』（講談社、2004年）において、昭和天皇の崩御のことを「昭和の野辺送り」と記述している。

## 人物
50歳で運転免許を取得。
最近の趣味は登山・ドライブ・絵画。また、俳句の鑑賞も好んでおり、2011年（平成23年）には金子兜太が宗匠を務める句会にも参加している。癌で亡くなった友人を悼む気持ちを布団の情景に重ねた句や、諧謔を凝らした句などを披露した。
絵画趣味に関連して、2009年（平成21年）4月 - 2011年（平成23年）3月には『日曜美術館』（NHK教育テレビ）の司会を務めた。
2025年現在、学園長を勤める鎮西学院において、学校法人のホームページに第三者委員会による調査報告書が公開された。それによると理事会で暴言をはき、独善的な学校運営を強行していることや、出勤日数が100日未満であり、理事会から改善を求められているとの内容となっている。

## 親族
韓国帰郷時に訪ねた叔父は日本の大学出身であり、その後は日本軍憲兵となり日本人と結婚して子供をもうけ、戦後に妻子を残して韓国に帰郷。良家の韓国人と結婚し弁護士として成功している。叔母にあたる日本人と混血の従妹は行方不明であるとしている。『続、悩む力』を執筆前、2011年頃に長男を亡くしている（26歳）。

## 著書

### 単著
- 『マックス・ウェーバーと近代：合理化論のプロブレマティーク』御茶の水書房、1986年11月。ISBN 4-275-00710-7。
  - 『マックス・ウェーバーと近代』岩波書店〈岩波現代文庫 学術〉、2003年1月16日。ISBN 4-00-600096-0。
- 『アジアから読む日本国憲法』かもがわ出版〈かもがわブックレット 58〉、1993年5月。ISBN 4-87699-082-4。
- 『アジアから日本を問う』〈岩波ブックレット no.336〉、岩波書店、1994年3月。ISBN 4-00-003276-3。
- 『ふたつの戦後と日本：アジアから問う戦後五〇年』三一書房、1995年12月。ISBN 4-380-95299-1。
- 『オリエンタリズムの彼方へ：近代文化批判』岩波書店、1996年4月。ISBN 4-00-000258-9。
  - 『オリエンタリズムの彼方へ：近代文化批判』岩波書店〈岩波現代文庫 学術〉、2004年4月16日。ISBN 4-00-600119-3。
- 『ナショナリズム』岩波書店〈思考のフロンティア〉、2001年10月26日。ISBN 4-00-026436-2。
- 『東北アジア共同の家をめざして』平凡社、2001年11月。ISBN 4-582-70234-1。
- 『暮らしから考える政治：女性・戦争・食』岩波書店〈岩波ブックレット no.564〉、2002年4月19日。ISBN 4-00-009264-2。
- 『日朝関係の克服：なぜ国交正常化交渉が必要なのか』集英社〈集英社新書〉、2003年5月。ISBN 4-08-720193-7。
  - 『日朝関係の克服：最後の冷戦地帯と六者協議』（増補版）集英社〈集英社新書〉、2007年5月。ISBN 978-4-08-720390-5。
- 『反ナショナリズム：帝国の妄想と国家の暴力に抗して』教育史料出版会、2003年5月。ISBN 4-87652-430-0。
  - 『反ナショナリズム』講談社〈講談社+α文庫〉、2005年9月。ISBN 4-06-256946-9。 - 教育史料出版会2003年刊の増訂版。
- 『アジアの孤児でいいのか』ウェイツ〈That's Japan 11〉、2003年9月。ISBN 4-901391-39-9。
- 『在日』講談社、2004年3月23日。ISBN 4-06-212322-3。
  - 『在日』集英社〈集英社文庫〉、2008年1月。ISBN 978-4-08-746253-1。 - 講談社2004年刊の増補版。
- 『在日：ふたつの「祖国」への思い』講談社〈講談社+α新書〉、2005年3月20日。ISBN 4-06-272306-9。
- 『姜尚中の政治学入門』集英社〈集英社新書〉、2006年2月。ISBN 4-08-720330-1。
- 『愛国の作法』朝日新聞社〈朝日新書〉、2006年10月。ISBN 4-02-273101-X。
- 『ニッポン・サバイバル：不確かな時代を生き抜く10のヒント』集英社〈集英社新書〉、2007年2月。ISBN 978-4-08-720379-0。
- 『日本人はどこへ行くのか：ふたつの戦後と日本』大和書房〈だいわ文庫〉、2007年2月。ISBN 978-4-479-30079-3。
- 『姜尚中の青春読書ノート』朝日新聞出版〈朝日新書〉、2008年4月。ISBN 978-4-02-273204-0。
- 『悩む力』集英社〈集英社新書〉、2008年5月。ISBN 978-4-08-720444-5。
  - 『悩む力』 続、集英社〈集英社新書 0647〉、2012年6月。ISBN 978-4-08-720647-0。
  - 『母の教え』 10年後の『悩む力』、集英社〈集英社新書〉、2018年10月。ISBN 978-4087210538。
- 『希望と絆：いま、日本を問う』岩波書店〈岩波ブックレット no.763〉、2009年7月7日。ISBN 978-4-00-009463-4。
- 『姜流（かんりゅう）』朝日新聞出版〈Aera mook〉、2009年8月。ISBN 978-4-02-274412-8。
- 『リーダーは半歩前を歩け：金大中というヒント』集英社〈集英社新書 0509A〉、2009年9月。ISBN 978-4-08-720509-1。
- 『母 オモニ』集英社、2010年6月。ISBN 978-4-08-781444-6。
- 『トーキョー・ストレンジャー：都市では誰もが異邦人』集英社、2011年6月。ISBN 978-4-08-780598-7。
- 『愛の作法』朝日新聞出版〈朝日文庫 か48-1〉、2011年8月。ISBN 978-4-02-261705-7。
- 『あなたは誰？私（わたし）はここにいる』集英社〈集英社新書〉、2011年9月。ISBN 978-4-08-720609-8。
- 姜尚中 述 著、富山県民生涯学習カレッジ 編『感動する力』富山県民生涯学習カレッジ〈県民カレッジ叢書 104〉、2012年1月。
- 沖縄大学地域研究所 編『朝鮮半島問題と日本の未来：沖縄から考える』芙蓉書房出版〈沖縄大学地域研究所叢書〉、2012年5月。ISBN 978-4-8295-0557-1。
- 『自分をあきらめない20の人生の物語』日本経済新聞出版社〈日経ビジネス人文庫 に1-14〉、2012年9月。ISBN 978-4-532-19652-3。
- 『心』集英社、2013年4月。ISBN 978-4-08-781523-8。
- 『心の力』集英社新書、2014年。ISBN　978-4-08-720722-4
- 『悪の力』集英社新書、2015年。ISBN　978-4-08-720803-0
- 『君に伝えたいこと：15歳の人生レッスン』自由国民社、2015年。ISBN　978-4-426-11967-6
- 『姜尚中と読む夏目漱石』岩波書店〈岩波ジュニア新書〉、2016年。ISBN　978-4-00-500821-6
- 『逆境からの仕事学』NHK出版新書、2016年。ISBN　978-4-14-088505-5
- 『漱石のことば』集英社新書、2016年。ISBN　978-4-08-720824-5
- 『見抜く力』毎日新聞出版、2017年。ISBN　978-4-620-32455-5
- 『維新の影：近代日本一五〇年、思索の旅』集英社、2018年1月。ISBN 978-4-08-789011-2。
- 『朝鮮半島と日本の未来』集英社新書、2020年。ISBN　978-4-08-721122-1
- 『生きるコツ』毎日新聞出版、2020年。ISBN　978-4-620-32655-9
- 『生きる意味』毎日新聞出版、2022年。ISBN　978-4-620-32757-0
- 『それでも生きていく：不安社会を読み解く知のことば』集英社、2022年。ISBN　978-4-08-790069-9
- 『アジアを生きる』集英社〈集英社新書〉、2023年5月。ISBN 978-4-08-721263-1。

### 論説
- 姜尚中 著「9 在日韓国・朝鮮人とその未来」、徐龍達 編『21世紀韓朝鮮人の共生ビジョン 中央アジア・ロシア・日本の韓朝鮮人問題 槿菴・徐龍達先生古希記念論集』日本評論社、2003年3月。ISBN 4-535-58339-0。
- 姜尚中 著「「在日」が語る日本近代史」、朴鉄民 編『在日を生きる思想 『セヌリ』対談集』東方出版、2004年7月。ISBN 4-88591-899-5。
- 姜尚中 著「コリアン・ネットワークの構築と東北アジア共同の家」、中国朝鮮族研究会 編『朝鮮族のグローバルな移動と国際ネットワーク 「アジア人」としてのアイデンティティを求めて』アジア経済文化研究所〈中国朝鮮族研究会叢書 1〉、2006年7月。ISBN 4-903504-02-6。
- 姜尚中 述 著「朝鮮半島と日本の五十年」、城西国際大学ジェンダー・女性学研究所 編『ジェンダーで読む 〈韓流〉文化の現在』現代書館、2006年8月。ISBN 4-7684-6934-5。
- 姜尚中 著「靖国とヒロシマ」、中野晃一、上智大学21世紀COEプログラム 編『ヤスクニとむきあう』めこん、2006年8月。ISBN 4-8396-0200-X。
- 姜尚中、高橋哲哉・村井吉敬・辛淑玉・内海愛子・李省展 著、恵泉女学園大学大学院国際シンポジウム実行委員会 編『ちょっとヤバイんじゃない？ナショナリズム 平和をつくる』解放出版社、2006年10月。ISBN 4-7592-6703-4。 - 収録：「全世界にばら撒かれる奈落の連鎖」、「かくて「テロとの戦い」はペスト撲滅と同義となりき」、「ナショナリズムの克服」。
- 姜尚中 述「オリエンタリズムとはなにか」『変わりゆく社会』リブリオ出版〈いきいきトーク知識の泉 大きな活字で読みやすい本 著名人が語る〈知の最前線〉 第3巻〉、2007年4月。ISBN 978-4-86057-310-2。
- 姜尚中「「愛郷」と「愛国」」『資料で読む戦後日本と愛国心』 第3巻、市川昭午監修・編集、日本図書センター、2009年2月。ISBN 978-4-284-50108-8。
- 姜尚中 著「近代化とその先」、科学技術振興機構社会技術研究開発センター 編『科学技術と知の精神文化 新しい科学技術文明の構築に向けて』丸善プラネット(出版) 丸善出版事業部(発売)、2009年3月。ISBN 978-4-86345-008-0。
- 姜尚中 述 著「ニッポンには新エンジンが要る」、朝日新聞社 編『仕事力』 紅版、朝日新聞出版、2009年3月。ISBN 978-4-02-250558-3。
- 姜尚中 述 著「戦争の世紀を超えて――加藤周一が目ざしたもの」、菅野昭正 編『知の巨匠　加藤周一』岩波書店、2011年3月10日。ISBN 978-4-00-023869-4。

### 共著
- 『民族の共生をもとめて』鈴木二郎対談、部落問題研究所〈部落研ブックレット 2〉、1993年7月。ISBN 4-8298-2041-1。
- 安斎育郎、朱建栄・松井やより・村山晃『アジア・女性・沖縄が問う日本』かもがわ出版〈かもがわブックレット 93〉、1996年5月。ISBN 4-87699-243-6。
- 石田雄 著、国民文化会議 編『丸山眞男と市民社会』世織書房〈転換期の焦点〉、1997年8月。ISBN 4-906388-58-2。
- 中村雄二郎『21世紀へのキーワード　インターネット哲学アゴラ』岩波書店〈6 文化〉、1999年7月26日。ISBN 4-00-026286-6。
- 宮台真司、水木しげる・中西新太郎・若桑みどり・石坂啓・沢田竜夫・梅野正信『戦争論妄想論』教育史料出版会、1999年7月。ISBN 4-87652-366-5。
- 宮崎学『ぼくたちが石原都知事を買えない四つの理由。』朝日新聞社、2000年7月。ISBN 4-02-257531-X。
- 吉見俊哉『グローバル化の遠近法　新しい公共空間を求めて』岩波書店、2001年2月27日。ISBN 4-00-022602-9。
- 網野善彦、田中優子・樺山紘一・成田龍一・三浦雅士・小熊英二『「日本」をめぐって　網野善彦対談集』講談社、2002年1月。ISBN 4-06-211023-7。
- 齋藤純一、杉田敦・高橋哲哉『思考をひらく 分断される世界のなかで』岩波書店〈思考のフロンティア 別冊〉、2002年2月26日。ISBN 4-00-026437-0。
- 森巣博『ナショナリズムの克服』集英社〈集英社新書〉、2002年11月。ISBN 4-08-720167-8。
- キャロル・グラッグ、テッサ・モーリス＝スズキ・比屋根照夫・岩崎奈緒子・タカシ・フジタニ・ハリー・ハルトゥーニアン『日本はどこへ行くのか』講談社〈日本の歴史 第25巻〉、2003年1月10日。ISBN 4-06-268925-1。
  - 「第2章 日本のアジア観の転換に向けて」『日本はどこへ行くのか』講談社〈講談社学術文庫 1925〉、2010年7月12日。ISBN 978-4-06-291925-8。
- 『「だから、戦争」の論理と心理 女性、国民、アジアの視点から アジア女性基金公開フォーラムの記録』上野千鶴子・加藤陽子述、女性のためのアジア平和国民基金、2003年。 - 会期・会場：2003年3月4日、主婦会館プラザエフ（東京・四ッ谷）。
- 田原総一朗、西部邁『愛国心』講談社、2003年6月。ISBN 4-06-211911-0。
  - 田原総一朗、西部邁『愛国心』講談社〈講談社+α文庫〉、2005年7月。ISBN 4-06-256952-3。
- 酒井啓子 著、日本弁護士連合会 編『イラクから北朝鮮へ 「妄想」の戦争』太田出版〈Love & peace 1〉、2003年6月。ISBN 4-87233-762-X。
- きくちゆみ、田島泰彦・渡辺治『「イラク」後の世界と日本 いま考えるべきこと、言うべきこと』岩波書店〈岩波ブックレット no.605〉、2003年9月5日。ISBN 4-00-009305-3。
- 内田雅敏『在日からの手紙』太田出版〈Love & peace 4〉、2003年10月。ISBN 4-87233-789-1。
- 宮台真司『挑発する知 国家、思想、そして知識を考える』双風舎、2003年11月。ISBN 4-902465-00-0。
  - 宮台真司『挑発する知 愛国とナショナリズムを問う』筑摩書房〈ちくま文庫〉、2007年11月。ISBN 978-4-480-42387-0。
- 佐高信『日本論』毎日新聞社、2004年2月。ISBN 4-620-31654-7。
  - 佐高信『日本論』（増補版）角川書店(出版) 角川グループパブリッシング(発売)〈角川文庫〉、2007年2月。ISBN 978-4-04-377505-7。 - 毎日新聞社2004年刊の増訂版。
- テッサ・モーリス＝スズキ『デモクラシーの冒険』集英社〈集英社新書〉、2004年11月。ISBN 4-08-720266-6。
- 金子勝、金美齢・小林よしのり・高野孟・西部邁・樋口恵子・森本敏 著、田原総一朗責任編集 編『「愛国心」「国益」とはなにか。 朝まで生テレビ!』アスコム、2004年2月。ISBN 4-7762-0133-X。
- 森達也『戦争の世紀を超えて その場所で語られるべき戦争の記憶がある』講談社、2004年11月。ISBN 4-06-212669-9。
  - 森達也『戦争の世紀を超えて その場所で語られるべき戦争の記憶がある』集英社〈集英社文庫 か48-2〉、2010年2月。ISBN 978-4-08-746534-1。 - 講談社2004年刊の加筆。
- 井筒和幸、井上ひさし・香山リカ・木村裕一・黒柳徹子・猿谷要・品川正冶・辛酸なめ子・田島征三・中村哲・半藤一利・ピーコ・松本侑子・美輪明宏・森永卓郎・吉永小百合・渡辺えり子『憲法を変えて戦争へ行こう という世の中にしないための18人の発言』岩波書店〈岩波ブックレット no.657〉、2005年8月2日。ISBN 4-00-009357-6。
- 小熊英二、村上龍・島田雅彦・網野善彦・谷川健一・赤坂憲雄・上野千鶴子・今沢裕『対話の回路 小熊英二対談集』新曜社、2005年7月。ISBN 4-7885-0958-X。
- 加藤周一「歴史の分岐点に立って」『歴史の分岐点に立って』かもがわ出版〈加藤周一対話集 第5巻〉、2005年2月。ISBN 4-87699-861-2。
- 森達也述「何が反復されてきたのか」『世界と僕たちの、未来のために　森達也対談集』作品社、2006年1月。ISBN 4-86182-066-9。
- 『そして、憲法九条は。』吉田司対談、晶文社、2006年2月。ISBN 4-7949-6696-2。
- 佐高信、澤地久枝述「アメリカ一辺倒と空虚なナショナリズム」『佐高信の丁々発止　佐高信対談集』七つ森書館、2006年6月。ISBN 4-8228-0621-9。
- 佐高信述 著「精神の鎖国主義をどう脱却するか」、落合恵子、佐高信 編『戦争で得たものは憲法だけだ 憲法行脚の思想』七つ森書館、2006年8月。ISBN 4-8228-0624-3。
- 姜尚中 ほか 著「安倍晋三とナショナリズム」、落合恵子、佐高信 編『君、殺したまうことなかれ』七つ森書館〈憲法行脚の思想 2〉、2007年8月。ISBN 978-4-8228-0748-1。
- 小森陽一『戦後日本は戦争をしてきた』角川書店(出版) 角川グループパブリッシング(発売)〈角川oneテーマ21 A-75〉、2007年11月。ISBN 978-4-04-710115-9。
- 磯崎新、井筒和幸・黒田福美・澤地久枝・筑紫哲也・中井信介・浜美枝・雅・梁英姫・リービ英雄『それぞれの韓国そして朝鮮　姜尚中対談集』角川学芸出版(出版) 角川グループパブリッシング(発売)、2007年12月。ISBN 978-4-04-621158-3。
- 田原総一朗、姜尚中 述「北朝鮮問題は政策転換のとき」『日本、変革　ニッポンが見えてくる世界一エキサイティングな授業』ダイヤモンド社〈早稲田大学「大隈塾」講義録 2007-2008 1〉、2007年11月。ISBN 978-4-478-00269-8。
- 森達也述「戦跡で語りあった「正義」とは何か、「善良」とは何か」『豊かで複雑な、僕たちのこの世界　森達也対談集』作品社、2007年8月。ISBN 978-4-86182-143-1。
- 寺脇研『憲法ってこういうものだったのか！』ユビキタ・スタジオ(出版) KTC中央出版(発売)、2008年10月。ISBN 978-4-87758-516-7。
- 加藤紘一 著、高橋愛子 編『創造するリベラル』新泉社〈シリーズ時代を考える〉、2008年11月。ISBN 978-4-7877-0817-5。
- 中島岳志『日本 根拠地からの問い』毎日新聞社、2008年2月。ISBN 978-4-620-31861-5。
  - 中島岳志『日本（にっぽん）』河出書房新社〈河出文庫 か22-1〉、2011年9月。ISBN 978-4-309-41104-0。
- 網野善彦ほか「二十一世紀の新しい歴史像のために」『「日本」をめぐって 網野善彦対談集』洋泉社〈MC新書 29〉、2008年6月。ISBN 978-4-86248-280-8。
- C・ダグラス・ラミス、萱野稔人『国家とアイデンティティを問う』岩波書店〈岩波ブックレット no.772〉、2009年12月4日。ISBN 978-4-00-009472-6。
- 「第1章 アジア／日本を貫く〈近代〉批判のために――歴史と現在にどう対峙するか」『壊れゆく世界と時代の課題』米谷匡史・市野川容孝・小森陽一討論、岩波書店〈思考のフロンティア〉、2009年3月26日。ISBN 978-4-00-022888-6。
- 寺島実郎編著、姜尚中 述「次期リーダーに問われる東アジア外交の視点」『時代との対話　寺島実郎対談集』ぎょうせい、2010年3月。ISBN 978-4-324-08909-5。
- 野中広務、森達也・北田暁大 述 著「信念としての政治」、東浩紀、北田暁大 編『思想地図』 vol.5、日本放送出版協会〈NHKブックス 別巻〉、2010年3月。ISBN 978-4-14-009348-1。
- 佐々木毅、マニュエル・シャスタニャレ・上野眞也 述 著「パネルディスカッション 20世紀までの世界を総括し，21世紀のゆくえを考える」、山村研一、上野眞也 編『地域を創る大学の挑戦』成文堂〈熊本大学政創研叢書 7〉、2010年3月。ISBN 978-4-7923-9205-5。
- 田原総一朗、中島岳志『国家論　僕たちはいま、どこに立っているのか』中央公論新社〈中公新書ラクレ 346〉、2010年4月。ISBN 978-4-12-150346-6。 - 並列シリーズ名：Chuko Shinsho La Clef。
- 玄武岩 著、青柳, 正規、陣内, 秀信; 杉山, 正明 ほか 編『大日本・満州帝国の遺産』講談社〈興亡の世界史 第18巻〉、2010年5月。ISBN 978-4-06-280718-0。
- 鶴見俊輔編著、姜尚中 述「核と戦後民主主義」『新しい風土記へ　鶴見俊輔座談』朝日新聞出版〈朝日新書 246〉、2010年7月。ISBN 978-4-02-273346-7。 - 並列シリーズ名：Asahi Shinsho。
- 原武史、姜尚中 述 著「万物は流転する」、原武史 編『「知」の現場から』河出書房新社〈明治学院大学国際学部付属研究所公開セミナー 2〉、2010年5月。ISBN 978-4-309-24518-8。 - 会期・会場：2009年10月6日-12月15日、明治学院大学横浜校舎。
- 姜尚中 述 著「受け入れれば、受け入れてもらえる。コミュニケーションをとり続けることで思いは伝わる」、NHK『爆笑問題のニッポンの教養』制作班 編『NHK「爆問学問」世界が大きく開ける言葉』三笠書房〈知的生きかた文庫 え14-1〉、2011年11月。ISBN 978-4-8379-7977-7。
- 松平定知「「表現力」と「感動力」」『心を豊かにする言葉術』小学館〈小学館101新書 114〉、2011年8月。ISBN 978-4-09-825114-8。
- 佐高信「日本の政治家には俳句が必要!?」『佐高信の余白は語る　省略の文学と日本人』七つ森書館、2011年11月。ISBN 978-4-8228-1143-3。
- 田口ランディ、本多弘之『親鸞いまを生きる』朝日新聞出版〈朝日新書 ＝ Asahi Shinsho 325〉、2011年11月。ISBN 978-4-02-273425-9。
- 土方透編著、K・アッハムほか執筆『現代社会におけるポスト合理性の問題　マックス・ヴェーバーの遺したもの』聖学院大学出版会、2012年3月。ISBN 978-4-915832-96-3。
- 保阪正康・雨宮処凛『ポスト「戦後」を生きる-繁栄のその先に』（講談社）

### 編著
- 姜尚中 編『ポストコロニアリズム』作品社〈思想読本 知の攻略 4〉、2001年11月。ISBN 4-87893-438-7。
- 和田春樹、キャロル・グラック・姜尚中 著、姜尚中 編『「日米関係」からの自立　9・11からイラク・北朝鮮危機まで』藤原書店、2003年2月。ISBN 4-89434-319-3。

### 共編著
- 西川長夫、西成彦 編『20世紀をいかに越えるか　多言語・多文化主義を手がかりにして』平凡社、2000年6月。ISBN 4-582-70226-0。
- 青木保、小杉泰・坂元ひろ子・莫邦富・山室信一・吉見俊哉・四方田犬彦『アジア新世紀』 全8巻、岩波書店、2002年 - 2003年。
  1. 『空間 アジアへの問い』 第1巻、2002年11月8日。ISBN 4-00-026831-7。
  2. 『歴史 アジアの作られかた・作りかた』 第2巻、2003年1月8日。ISBN 4-00-026832-5。
  3. 『アイデンティティ 解体と再構成』 第3巻、2002年12月6日。ISBN 4-00-026833-3。
  4. 『幸福 変容するライフスタイル』 第4巻、2003年2月7日。ISBN 4-00-026834-1。
  5. 『市場 トランスナショナル化する情報と経済』 第5巻、2003年3月7日。ISBN 4-00-026835-X。
  6. 『メディア 言論と表象の地政学』 第6巻、2003年4月11日。ISBN 4-00-026836-8。
  7. 『パワー アジアの凝集力』 第7巻、2003年5月29日。ISBN 4-00-026837-6。
  8. 『構想 アジア新世紀へ』 第8巻、2003年7月11日。ISBN 4-00-026838-4。
- 水野直樹、李鍾元 編『日朝交渉 課題と展望』岩波書店、2003年1月29日。ISBN 4-00-024217-2。
- 姜尚中 述 著、『アリエス』編集部 編『姜尚中にきいてみた！ 東北アジア・ナショナリズム問答』講談社〈講談社文庫〉、2005年5月。ISBN 4-06-275044-9。
- 小熊英二 編『在日一世の記憶』集英社〈集英社新書〉、2008年10月。ISBN 978-4-08-720464-3。
- 大澤真幸 編『ナショナリズム論・入門』有斐閣〈有斐閣アルマ〉、2009年8月。ISBN 978-4-641-12335-9。

### 共訳書
- Z・A・ペルチンスキー 編『ヘーゲルの政治哲学　課題と展望』藤原保信ほか訳、御茶の水書房、1989年11月。ISBN 4-275-01361-1。 - 原タイトル：Hegel’s political philosophy.

### 監修
- 稲葉茂勝 著、こどもくらぶ 編『韓国』姜尚中 監修、あすなろ書房〈さがし絵で発見！世界の国ぐに 第2巻〉、2011年10月。ISBN 978-4-7515-2672-9。
- 稲葉茂勝 著、こどもくらぶ 編『中国』姜尚中 監修、あすなろ書房〈さがし絵で発見！世界の国ぐに 第3巻〉、2011年11月。ISBN 978-4-7515-2673-6。
- 総監修 『アジア人物史』〈全12巻〉集英社、2022年12月より エラー: 日付が正しく記入されていません。（説明）。 NCID BC18657954。[47]

### 翻訳
- 강상중; 요시미슌야 (January 2004). 세계화의 원근법 새로운 공공공간을 찾아서. 임성모（任城模）・김경원 訳. 이산. ISBN 8987608352 - 『グローバル化の遠近法』の翻訳。
- 강상중 (November 2004). 在日. 고정애 訳. 삶과꿈. ISBN 8975946606 - 『在日』の翻訳。

### 音声資料
- 姜尚中『日本とアジアの共生』日本音声保存〈慶應MCC夕学セレクション〉、2008年10月17日。ISBN 978-4-903478-60-9。 - 商品形態：CD1枚、収録時間：69分43秒。

## テレビ
教養番組
- NHK総合テレビ・ラジオ第1「日曜討論」（2003年）
- NHK総合テレビ「課外授業 ようこそ先輩 世界と出会う自分と出会う」（2004年2月1日）
- NHK BShi「BSアーカイブス特選 ウイークエンドスペシャル　激動巨大都市“国家破産”の街」（2004年6月22日）
- NHK総合テレビ「スタジオパークからこんにちは 姜尚中」（2004年9月28日）
- NHK教育テレビ「福祉ネットワーク この人と福祉を語ろう　“お互いさま”と言える社会へ　政治学者・姜尚中さん」（2005年2月10日）
- NHK BS2「世界・わが心の旅 ドイツ　故郷と異郷のはざまで」（2005年3月3日） ‐ 留学時の旧友を訪ね、妻と訪独。
- 日曜美術館（2009年4月5日 - 2011年3月、NHK教育テレビ、毎週日曜午前9時00分 - 10時00分） ‐ 司会進行
- 最後の講義「政治学者 姜尚中」（2024年8月28日、NHK教育テレビ）

他多数

ドラマ
- 大河ドラマ「いだてん〜東京オリムピック噺〜」（2019年、NHK総合テレビ） - 玉名中学校の教諭・五条 役

その他
- 第59回NHK紅白歌合戦（2008年12月31日、NHK総合テレビ・ラジオ第1） - ゲスト審査員

## ラジオ
- 東日本復興支援プロジェクト J-WAVE HEART TO HEART SEASON 5（2017年4月16日 ‐ 2018年3月11日、J-WAVE、毎月1回第3週目日曜22時05分 ‐ 22時54分[注 2][50]）

## 映画
- うつくしいひと（2016年、くまもと映画製作実行委員会） - 謎の男 役